# Nicola Giordano
Nicola Giordano (Messina, 16 giugno 1931 – Messina, 10 maggio 1996) è stato un chimico italiano.

## Biografia
A Messina compì il proprio ciclo di studi sino a conseguire la laurea in Chimica nell'agosto del 1952, all'età di ventuno anni. Energia e passione accompagnarono la sua vita professionale a partire dal suo primo incarico del 1955, quando venne assunto dalla Montedison come caporeparto di produzione dell'impianto di ossidazione parziale del metano e reazione gas-shift presso lo stabilimento di Porto Marghera.
Dopo la vincita, nel 1958, di una borsa di studio per seguire un corso all'Università Johns Hopkins di Baltimora, sotto la guida del prof. Paul Hugh Emmett, tornò a Bollate dove, sempre con i gruppo Montedison, organizzò e diresse il gruppo di ricerca di catalisi.
Nel 1975 vinse la cattedra di Chimica Industriale in qualità di professore ordinario all'Università di Messina, dopo le precedenti esperienze presso l'Università di Padova (assistente di “Teoria e sviluppo dei processi chimici”) e la stessa Università di Messina come Professore Associato di Chimica Industriale.
Con lo spirito che sempre lo ha accompagnato, tornò e si stabilì definitivamente a Messina nel 1975 per sviluppare in Sicilia nuovi posti di lavoro e fondare un centro di ricerca di eccellenza scientifica, oggi conosciuto in tutto il mondo. Nicola Giordano promosse così la nascita a Messina dell'Istituto CNR sui “Metodi e processi chimici per la trasformazione e l'accumulo di energia”.
Nel 1980 nacque l'ITAE e Nicola Giordano ne divenne direttore. All'ITAE Giordano riuscì a creare un gruppo di lavoro formato da giovani ricercatori provenienti da tutta Italia. Trasferì loro competenze, entusiasmo per la ricerca e lo sviluppo e un forte spirito di lavoro collettivo. Un lavoro che terminò con un finanziamento, da parte dell'Agenzia per la Promozione e lo sviluppo del Mezzogiorno, che permise la nascita della nuova sede dell'Istituto CNR-TAE di Messina.
Nel 1983 ricevette l'incarico di Adjunct Professor of Chemistry all'Università di Chicago, dove tenne il corso di “Industrial Catalysis”.
Con oltre 400 lavori e comunicazioni a congressi e più di 40 brevetti italiani, la maggior parte dei quali estesi all'estero, Nicola Giordano ha assunto una fama riconosciuta a livello internazionale ed è un'autorità di primo piano nell'ambito della catalisi.

## Attività scientifica
L'attività scientifica spazia dalla catalisi alle celle a combustibile ed alla Chimica industriale in generale.
Nella vasta produzione scientifica di pubblicazioni e brevetti, realizzati sia per società italiane che internazionali ed in ambito CNR, gli studi che emergono in primo piano riguardano la sintesi dell'acrilonitrile, la produzione di zeoliti sintetiche, lo sviluppo di formulazioni catalitiche innovative per processi chimici industriali, lo sviluppo di elettrocatalizzatori, la messa a punto di componenti e prototipi per celle a combustibile.
Particolare rilevanza ha nel settore delle celle a combustibile lo studio condotto da Nicola Giordano riguardo l'influenza delle dimensioni dei cristalli di platino e dell'interazione metallo-supporto sull'attività elettrocatalitica per la riduzione dell'ossigeno. Negli ultimi anni della sua attività di ricerca, Nicola Giordano si è dedicato in particolar modo allo studio di nuovi elettroliti a base di eteropoliacidi, come l'acido fosfotungstico, per l'applicazione in celle a combustibile operanti a bassa temperatura in grado di garantire prestazioni significativamente elevate rispetto ai sistemi convenzionali.

## Cariche e riconoscimenti

### Membro ordinario o di ricerca
- American Chemical Society
- Elettrochemical Society
- International Zeolite Association
- Sigma Xi
- New York Academy of Science
- American Institute of Chemical Engineers
- Consiglio dei Direttori della Società Chimica Italiana

### Riconoscimenti
- 1995 Vincitore del Premio Scanno, in “Innovazione tecnologica” con la seguente motivazione: “Esperto di catalisi a livello mondiale, con la sua attività di ricerca svolta presso le realtà industriali, il mondo accademico, gli enti di ricerca CNR ed ENEA, ha individuato originali proposte che hanno portato, con grande prestigio internazionale, ad innovativi processi in campo energetico ad alta efficienza, a basso consumo ed a ridotto impatto ambientale. Ha sviluppato, in collaborazione con l'ENEA, prototipi di celle a combustibile di diverso tipo (da 1 kW ad acido fosforico; da centinaia di Watts per prove di laboratorio a carbonati fusi, ad ossidi solidi e ad elettrolita polimerico). Sempre in collaborazione con l'ENEA, ha affrontato i problemi di alimentazione delle celle, attraverso lo sviluppo di reformers”.
- 2001 Il CNR intitola a Nicola Giordano il nuovo Istituto Tecnologie Avanzate per l'Energia.